# Boukuy
Ne doit pas être confondu avec Bokuy.
Boukuy est une commune située dans le département de Doumbala de la province de Kossi au Burkina Faso.